# Yvan Salomone
Pour les articles homonymes, voir Salomone.
 (janvier 2013).
Si vous disposez d'ouvrages ou d'articles de référence ou si vous connaissez des sites web de qualité traitant du thème abordé ici, merci de compléter l'article en donnant les références utiles à sa vérifiabilité et en les liant à la section « Notes et références ».
Yvan Salomone est un peintre français né en 1957 à Saint-Malo, où il vit et travaille.

## Biographie
Dans les années 1990, Yvan Salomone réalise de longs panoramas, réalisés au bitume de Judée, de paysages industrialo-portuaires. Cette série est présentée lors de sa première exposition personnelle au centre d'art La Criée à Rennes en 1992, exposition accompagnée d'un catalogue monographique avec un texte de Bernard Lamarche-Vadel.

## Son œuvre
Depuis 1991, représentant le même type de paysages pris à Dunkerque, Le Havre, Rotterdam, Dakar, New-York, Shanghai…, il réalise l'une après l'autre des aquarelles de format identique 133 × 97cm selon un protocole intangible. Aujourd'hui, après la fermeture des zones portuaires autour des années 2000, sa série s'est ouverte à d'autres lieux, tels que les zones aménagées, artisanales et industrielles comme pour les commandes passées à l'artiste à l'occasion du prolongement de la ligne T3 du tramway de l'est parisien ou de la construction du nouveau Frac Bretagne inauguré à Rennes en 2012.
La singularité de son travail tient dans cette rencontre entre la technique de l'aquarelle, que l'on pourrait à première vue qualifier de surranée, et une démarche rigoureusement contemporaine. Hors d'un propos documentaire, ses aquarelles excluant toute présence humaine directe, sa pratique se rapproche davantage d'une chronique intime, d'une exploration du temps et de l'impermanence des choses.

## Expositions

### Expositions personnelles
- 2021 : Même le silence, aquarelles, du 10 juillet au 7 novembre, chapelle Saint-Sauveur de Saint-Malo.
- 2019 : En dessous du barrage, galerie Xippas, Paris.
- 2019 : Unidentified Monument, galerie Yoko Uhoda/Albert Baronian, Knokke, Belgique.
- 2018 : Ce matin là !, Le printemps de Septembre, Toulouse.
- 2017 : Déluge & Retrait, Frac Bretagne, Rennes.
- 2014 : The secret agent : thinking for Allan Sekula, galerie Albert Baronian, Bruxelles.
- 2012 : Yes I Will Yes, Mamco, Genève.
- 2011 : Rear View Mirror, Acireale, Sicile.
- 2003 : Répétitions, Le Spot, Le Havre.
- 2003 : Expériences, Forges de La Jahotière, Abbaretz.
- 1998 : chapelle du Genêteil, Château-Gontier.
- 1997 :  Le Spot, Le Havre.
- 1996 : Copie, avec Gilles Mahé, Espace Croisé, Lille.
- 1995 : La Vue, Frac Haute-Normandie, Musée-Château de Dieppe.
- 1993 : Off her Course, Witte de With, Rotterdam.
- 1993 : Pour gouverner ailleurs, galerie Praz-Delavallade, Paris.
- 1992 : galerie Joseph Dutertre, Rennes.
- 1992 : (DEHORS), La Criée, centre d'art contemporain, Rennes.

### Expositions collectives
- 2012-2013 : Les artistes et le tramway de Paris, Salon d'Accueil de l'Hôtel de Ville, Paris.
- 2011 : Architectures/Dessins/Utopies, Mnam, Bucarest.
- 2009 : Dans l’œil, musée national d'Art moderne de la Ville de Paris.
- 2003 : L'esprit des lieux, FRAC Haute-Normandie, Rouen.
- 2002 : Maquis, Le Plateau (centre d'art contemporain), Paris.
- 2000 : Chicago art_fair 2000, galerie Sollertis, Chicago.
- 1999 : Quatre images, Centre Wallonie-Bruxelles, Paris.
- 1998 : La terre n'est pas la mer, Frac Bretagne, Rennes.
- 1991 : Grand Magasin, Rennes.
- 1990 : intérieur/extérieur, galerie Froment-Putman, Paris.
- 1988 : Salon de Montrouge, Paris.
- 1988 : Made in France, galerie Antoine Candau, Paris.

## Collections publiques
- Frac Bretagne.
- Frac Haute-Normandie.
- Frac des Pays de la Loire.
- Musée national d'Art moderne, Paris.
- musée d'Art moderne et contemporain, Genève.
- Centre d'art contemporain Witte de With, Rotterdam, Pays-Bas.

## Publications
- Le point d'Ithaque, Cahiers 1991-2006, Genève, Mamco, 2010, 600 p.
- zoneblanche. 1991-2006, Genève, Mamco, 2014, 600 p.
- evaporation, 2006-2017, Genève, Mamco, 2017, 300 p.
- Déluge & Retrait, Le Frac Bretagne, Rennes, France, 2018, 555 p.